# Banco Comind
O Banco do Commércio e Indústria de São Paulo S.A. foi um banco brasileiro fundado em 1889 por grandes lavradores e capitalistas da elite cafeeira paulista, tendo como principais acionistas Teodoro Quartim Barbosa, Antônio da Silva Prado, J.J. Abdalla e Elói Chaves.
Em 1982, expandiu suas operações com a aquisição do Banco Residência S.A., com sede no Rio de Janeiro.
Em 1985, ocupava a 5ª posição no ranking nacional de bancos, possuía dezessete mil funcionários e trezentas agências quando, em 19 de novembro, sofreu uma intervenção federal, juntamente com os Bancos Auxiliar e Maisonave. Suas agências foram leiloadas e distribuídas pelo Banco Central entre diversos outros bancos, que absorveram instalações e funcionários.